# Mistr suchdolské Barbory
Mistr suchdolské Barbory byl jedním z nejvýznamnějších jihočeských gotických řezbářů po roce 1450.

## Život
Dílna tohoto mistra byla patrně v Českém Krumlově. Tamější rožmberský dvůr udržoval hospodářské a politické styky s Vídní a dvorem císaře Friedricha III. a jeho prostřednictvím pronikal do Jižních Čech vliv vídeňského a porýnského sochařství.

## Dílo
Jméno anonymního tvůrce je odvozeno od jeho sochy sv. Barbory z doby kolem roku 1460, původně umístěné v kostele svatého Mikuláše v Suchdole nad Lužnicí.
Socha ještě souvisí s uměním krásného slohu, ale rozvinutím tvaru do prostoru, výraznějším pohybem a modelací drapérie předjímá následující styl pozdní gotiky označovaný jako "hranatý sloh" nebo "sloh řasených záhybů" Sochař měl pravděpodobně kontakty se Švábskem, kde v té době působil Hans Multscher (Ulm) a s Vídní, kde byl nejvýznamnějším sochařem Jakob Kaschauer. Jeho díla tvoří spojovací článek k pozdějšímu vzniku jihočeské řezbářské školy napojené na podunajské malíře a ovlivněné dílem Nicolause Gerhaerta van Leyden.

### Známá díla
- 1460 socha sv. Barbory ze Suchdola, AJG Hluboká
- poprsí světice, Wels, Horní Rakousy, nyní Budapešť
- poprsí světice, Wels, Horní Rakousy, nyní Ostřihom

### Díla jiných jihočeských řezbářů z období kolem roku 1460
- Kristus vítězný, Národní galerie v Praze
- Madona z Kájova
- Madona z Třeboně (ze sv. Majdaleny)
- Magdaléna z Černice
- Madona v Čakově
- Madona z Boletic
- Assumpta z Deštné
- Madona Schimetschkova